# Eduard De Rop
Edward (Eduard) De Rop (5 maart 1928 – 3 december 2007) was een medewerker van Willy Vandersteen in de Studio Vandersteen. Hij werkte er als tekenaar, scenarist en inkter van de tekeningen, die Vandersteen maakte. Zijn naam werd op de albums telkens aangegeven als Eduard omdat dit een internationalere uitstraling had.
Op 1 april 1959 kwam De Rop in dienst bij de Studio. De eerste verhalen waaraan hij meewerkte waren Het vliegende bed voor de krantenpublicatie, Het gouden paard, het laatste verhaal dat Vandersteen schreef voor het weekblad Kuifje, en De grappen van Lambik.
Toen Willy Vandersteen in 1959 van De Rode Ridder een stripreeks wilde maken, vroeg hij aan De Rop en Karel Verschuere of zij de synopsis van het eerste verhaal, dat hij gemaakt had, wilden uitwerken. Het verhaal was Het gebroken zwaard en toen het af was, kreeg het de goedkeuring van Vandersteen. Nadat Vandersteen zelf het tweede verhaal had getekend liet hij voortaan het tekenen en uitwerken over aan De Rop en Verschuere, hoewel hij wel zelf meestal de scenario's leverde. De Rop leverde het scenario voor één Rode Ridder-verhaal: Het wapen van Rihei. In 1969 werd De Rode Ridder overgenomen door Karel Biddeloo, waarna De Rop zich ging toeleggen op het inkten van Suske en Wiske.
De Rop bleef lange tijd bij de Studio werken, en was ook de inkter van vele verhalen van Paul Geerts. Het laatste verhaal waar hij aan meewerkte was De hippe heksen (1983). Eind de jaren 80 tekende hij de strip Tom Tempo voor de krant Het Volk. Deze zijn door Uitgeverij Bonte opnieuw uitgegeven. Zijn zoon Eric de Rop tekende voor deze reeks nieuwe covers. Dit deed hij ook voor een paar andere strips van zijn vader. 
Samen met Karel Biddeloo bedacht hij een nieuwe reeks verhalen, die zich in het 19e-eeuwse Londen moest afspelen. De serie was getiteld Crazy Old London en ze gingen aan het werk met het eerste verhaal In het spoor van Mister Hyde. Echter nadat er 6 platen getekend waren, kreeg De Rop een beroerte, waardoor de plannen in de ijskast werden gezet. Biddeloo had wel al een tweede scenario bedacht, getiteld Madame Tussaud.
Zijn zoon Eric De Rop trad in de voetsporen van zijn vader en werd de vaste inkter van Studio Vandersteen. Zijn kleinzoon trad op een andere manier in de voetsporen van Eduard. Hij verwierf onder zijn pseudoniem Bué the Warrior internationale bekendheid als graffitikunstenaar.
De Rop overleed op maandag 3 december 2007 als gevolg van een slecht herstel na een heupoperatie. Hij werd op vrijdag 7 december 2007 in besloten kring gecremeerd.